# Henrik Sjöberg

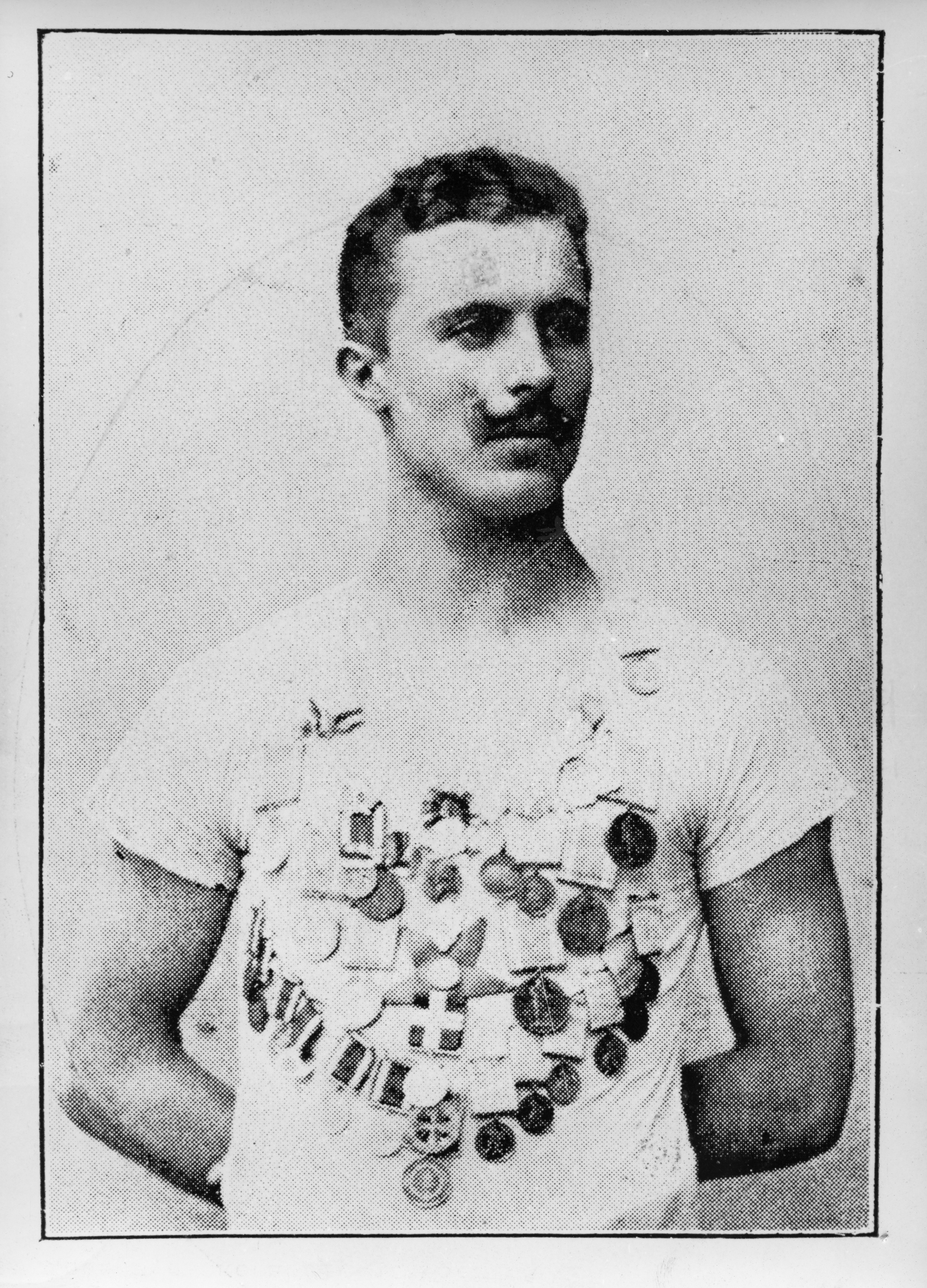
Henrik Sjöberg

Henrik Sjöberg (* 20. Januar 1875 in Stockholm; † 1. August 1905 in Helsingør) war ein schwedischer Leichtathlet und Turner.
Sjöberg nahm an den Olympischen Sommerspielen 1896 in Athen teil. Im 100-Meter Sprintwettbewerb der Herren kam Sjöberg nicht über den Vorlauf hinaus und schied aus. Im Hochsprung wurde der Schwede Vierter von fünf Wettbewerbern mit einer Höhe von 1,60 Metern.
Er nahm ebenfalls am Weitsprung und am Diskuswurf teil, wo er auch Vierter wurde. In den Turnwettbewerben der Spiele konnte er ebenfalls keine Medaille erringen, die genaue Platzierung ist unbekannt. 